# Karen Reeser
Karen Reeser es una deportista estadounidense que compitió en natación. Fue subcampeona mundial en 4x100 metros libres en el Campeonato Mundial de Natación de 1975.

## Palmarés internacional
| Campeonato Mundial de Natación | Campeonato Mundial de Natación | Campeonato Mundial de Natación | Campeonato Mundial de Natación |
| Año                            | Lugar                          | Medalla                        | Prueba                         |
| ------------------------------ | ------------------------------ | ------------------------------ | ------------------------------ |
| 1975                           | Cali (Colombia)                | Medalla de plata               | 4 × 100 m libre                |